# Light Within Time
A Light Within Time a Chandeen nevű német együttes egyik EP-lemeze, mely 1995-ben jelent meg a Hyperium Records kiadásában.
Ezen az albumon hallható először Stephanie Härich, aki a „Jutland” című album után kilépett Catrin Mallon helyét vette át az együttesben. Az eddigi Chandeen hangzással szakítva, az album a sötét és romantikus atmoszférától inkább a pop felé hajlott népzenei motívumokkal.

## Az album dalai
1. Change – 6:02
2. Before Sunrise – 6:08
3. Imagination – 6:49
4. Fire & Water – 4:56
5. Before Sunrise – 5:56
6. Imagination (Remix) – 6:41
7. On Land (Steve Roach remix) – 7:25
8. CD-ROM Videó: Lightning – 5:25